# Izze-kloth
La corda di medicina izze-kloth è una corda sacra indossata dagli sciamani Apache, in grado a loro dire di conferire forza e poteri speciali di guarigione a chi lo indossa.
L'izze-kloth viene di solito confezionata con corregge di pelle di animale e lungo tutta la sua lunghezza è costellata da perline e conchiglie. Spesso, un'izze-kloth ha quattro stringhe, ognuna delle quali tinta con colori diversi (di solito, giallo, blu, bianco e nero).
L'izze-kloth è carico di simbolismi considerati particolarmente sacri ed è per questo che nella cultura apache non è consentito mostrarla ai non credenti, né toccarla o parlarne addirittura. Etnologi del XIX secolo riferiscono che è spesso difficile parlare della fede dei nativi americani a causa delle scarse conoscenze che si possono acquisire sul campo, e tra i vari aspetti rimasti praticamente ignoti vi è appunto l'izze-kloth, dal momento che non è consentito osservarla, toccarla o parlarne.